# Perania cerastes
Perania cerastes is een spinnensoort in de taxonomische indeling van de Tetrablemmidae.
Het dier behoort tot het geslacht Perania. De wetenschappelijke naam van de soort werd voor het eerst geldig gepubliceerd in 1994 door Schwendinger.